# Hrabstwo Campbell (Dakota Południowa)
Hrabstwo Campbell (ang. Campbell County) – hrabstwo w stanie Dakota Południowa w Stanach Zjednoczonych. Obszar całkowity hrabstwa obejmuje powierzchnię 771,34 mil² (1997,76 km²). Według szacunków United States Census Bureau w roku 2009 miało 1344 mieszkańców.
Hrabstwo powstało w 1873 roku.

## Miejscowości
- Artas
- Herreid
- Mound City
- Pollock[3].